# Chemische Elemente der dritten Periode
Die dritte Periode des Periodensystems der Elemente beinhaltet alle chemischen Elemente, die genau drei Elektronenschalen im Atom besitzen. Die innerste (erste)  Elektronenschale ist voll besetzt und besitzt zwei Elektronen. Die zweite Elektronenschale ist ebenfalls voll besetzt und besitzt acht Elektronen. Die äußerste (dritte) Elektronenschale, auch Valenzschale genannt, kann zwischen ein bis acht Elektronen aufnehmen, weswegen sich auch acht chemische Elemente in der dritten Periode befinden.

## Auszug aus dem Periodensystem
| Gruppe              | 1     | 2     | 13    | 14    | 15   | 16   | 17    | 18    |
|                     | I     | II    | III   | IV    | V    | VI   | VII   | VIII  |
| Ordnungszahl Symbol | 11 Na | 12 Mg | 13 Al | 14 Si | 15 P | 16 S | 17 Cl | 18 Ar |

| Alkalimetalle | Erdalkalimetalle | sonstige Metalle | Halbmetalle | sonstige Nichtmetalle | Halogene | Edelgase |

## Anzahl der Elektronen in den Elektronenschalen
| Elektronenschale | Anzahl der Elektronen | Anzahl der Elektronen | Anzahl der Elektronen | Anzahl der Elektronen | Anzahl der Elektronen | Bemerkung                               |
| Elektronenschale | Insgesamt             | s-Orbital             | p-Orbital             | d-Orbital             | f-Orbital             | Bemerkung                               |
| ---------------- | --------------------- | --------------------- | --------------------- | --------------------- | --------------------- | --------------------------------------- |
| 1                | 2                     | 2                     | -                     | -                     | -                     | innerste Elektronenschale               |
| 2                | 8                     | 2                     | 6                     | -                     | -                     |                                         |
| 3                | 1 bis 8               | 1 bis 2               | 0 bis 6               | -                     | -                     | äußerste Elektronenschale, Valenzschale |

## Liste
| Ordnungszahl | Symbol | Name      | Elementkategorie      | Aggregatzustand | Elektronenkonfiguration |
| ------------ | ------ | --------- | --------------------- | --------------- | ----------------------- |
| 11           | Na     | Natrium   | Alkalimetalle         | fest            | [Ne] 3s1                |
| 12           | Mg     | Magnesium | Erdalkalimetalle      | fest            | [Ne] 3s2                |
| 13           | Al     | Aluminium | sonstige Metalle      | fest            | [Ne] 3s2 3p1            |
| 14           | Si     | Silicium  | Halbmetalle           | fest            | [Ne] 3s2 3p2            |
| 15           | P      | Phosphor  | sonstige Nichtmetalle | fest            | [Ne] 3s2 3p3            |
| 16           | S      | Schwefel  | sonstige Nichtmetalle | fest            | [Ne] 3s2 3p4            |
| 17           | Cl     | Chlor     | Halogene              | gasförmig       | [Ne] 3s2 3p5            |
| 18           | Ar     | Argon     | Edelgase              | gasförmig       | [Ne] 3s2 3p6            |